# Adutora do Algodão
Adutora do Algodão, oficialmente Sistema Integrado de Abastecimento de Água do Algodão (SIAA do Algodão), é o sistema de fornecimento hídrico a municípios do Alto Sertão do estado brasileiro da Bahia e que integram a sub-bacia do rio das Rãs a partir da captação de água no rio São Francisco. Segundo a Empresa Baiana de Águas e Saneamento (Embasa) em informe publicitário, "é composto por uma estação de tratamento construída na localidade de Julião, no município de Malhada, com capacidade para tratar e distribuir 32,4 milhões de litros de água por dia ou 480 litros por segundo. O SIAA também conta com aproximadamente 350 quilômetros de tubulações de diversos diâmetros, nove grandes reservatórios e 15 estações elevatórias responsáveis por bombear a água desde a estação de tratamento até as cidades e localidades rurais atendidas".
O projeto fez parte da fase II do Programa de Aceleração do Crescimento (PAC). A primeira etapa do sistema começou a funcionar em 2012 com o objetivo de atender a 165 000 residências nas cidades de Candiba, Guanambi, Iuiu, Malhada, Matina, Palmas de Monte Alto e Pindaí através de 265 quilômetros de tubulações. Na segunda etapa, por meio de estações elevatórias efetivou-se o atendimento no segundo trimestre de 2016 a Caetité e aos povoados de Morrinhos (Guanambi) e Maniaçu (Caetité); possuía então uma vazão de 170 litros por habitante por dia. Na terceira, atendeu a Lagoa Real e ao distrito de Ibitira, em Rio do Antônio. No discurso de inauguração, a então presidenta Dilma Rousseff ressaltou suas origens na região: "Meu bisavô, que chamava... o apelido dele era Dudu, saiu daqui de Caetité e foi para Minas Gerais, que é aqui pertinho, e foi morar lá em Paracatu, e aí nasceu o meu avô", e ressaltou a importância do desenvolvimento do estado: "a Bahia é o maior estado aqui do Nordeste, é um dos maiores estados do país. Sem a Bahia, o Brasil também não se desenvolve".
No caso de Caetité, dada a sua localização na Serra Geral, com altitude a partir de 825 metros, a situação decorrente das mudanças climáticas levou, a partir de 2009, à adoção de racionamentos por parte da Embasa, fazendo com que o projeto fosse acelerado a fim de suprir a cidade do fornecimento que suas próprias reservas não eram mais capazes de sustentar. Em 2021 o então gerente da Embasa em Caetité, Manuel Mateus, informou que o sistema requeria uma operação cuja complexidade exigia a presença de técnicos especializados, sendo "um marco para Embasa do ponto de vista dos investimentos realizados, bem como da engenharia envolvida na implantação e funcionamento”.